# Antoine Blossier
Antoine Blossier est un réalisateur français.

## Filmographie
- 2003 : L'Abominable Malédiction du peintre Gray (court métrage)
- 2011 : La Traque
- 2014 : À toute épreuve
- 2018 : Rémi sans famille
- 2025 : K.O.